# Jorge Zaffino
Jorge Zaffino (* 1960; † 12. Juli 2002 in Buenos Aires, Argentinien) war ein argentinischer Comiczeichner. In den 1980er Jahren gewann er auf dem US-Comicmarkt mit seinen Beiträgen zu der Comicserie Punisher schnell an Ansehen. Zaffino verstarb frühzeitig, im Alter von 43 Jahren, an einem Herzinfarkt.

## Leben
Zaffino interessierte sich seit seiner Jugend für Kunst, besonders Malerei, und begann nach seinem Studium für die argentinischen Comicstudios La Oficina und Nippur IV zu arbeiten. Für den Verlag Columba zeichnete er unter anderem an der Serie Nippur de Lagash. Zusammen mit Robin Wood schuf er Serien wie Kayan, Wolf und Troels. Mitte der 1980er Jahre begann er für italienische Comics zu zeichnen und 1987 zeichnete er mit The Punisher von Autor Chuck Dixon erstmals für den US-amerikanischen Markt, veröffentlicht bei Marvel Comics. Danach folgten Arbeiten für verschiedene andere Verlage, darunter Winter World, Hellraiser, Terror Inc. und Shadow Line Sage.

## Werke
- Nippur de Lagash: Los guiones continúan, 1976 aus dem Zyklus El Incorruptible (1974/1978)
- Wolf; 1976 (April 2000)
- Nippur de Lagash: Episoden zum Zyklus La saga de los hermanos tatuados (1984/1985)
- Troels
- The Punisher
- Punisher: War Zone
- The 'Nam, 1986
- Punisher: Assassin’s Guild, 1988
- Winter World, 1988
- Hellraiser, 1988
- The Horned God, aus The Savage Sword of Conan 162, 1989
- Seven Block, 1990/2004
- Critical Mass, 1990
- Punisher; Kingdom Gone 1990
- Hoover, 1991/1998
- Terror Inc.; Juli 1992
- Batman, black and white: Des Teufels Kinder, 1996
- Kayan, 1997
- Shadow Line Sage

## Bewertung seines Werks
Der Comicautor Chuck Dixon, mit dem Zaffino an The Punisher und Winter World gearbeitet hatte, schätze Zaffinos handwerkliches Können und seinen Stil, der „Stärke, Leidenschaft und Bösartigkeit“ ausstrahlen könne. Zaffino habe Figuren zeichnen können, die gefährlich wirkten und die niemand je treffen wolle. Daher schnitt er die Geschichten auf Zaffinos düsteren Stil zu, mit dem der Zeichner „sowohl die kleinen menschlichen Momente als auch die großen, opernhaften Aspekte des Comics“ vermitteln konnte.